# Vlag van New Mexico
De vlag van New Mexico bestaat uit een geel veld met daarop in het rood een symbolische weergave van de zon. De rode zon is een symbool van de Zia (een tak van de Pueblo-indianen). De kleuren eren Isabella I van Castilië en de conquistadores die in haar naam op verkenning gingen.

## Geschiedenis

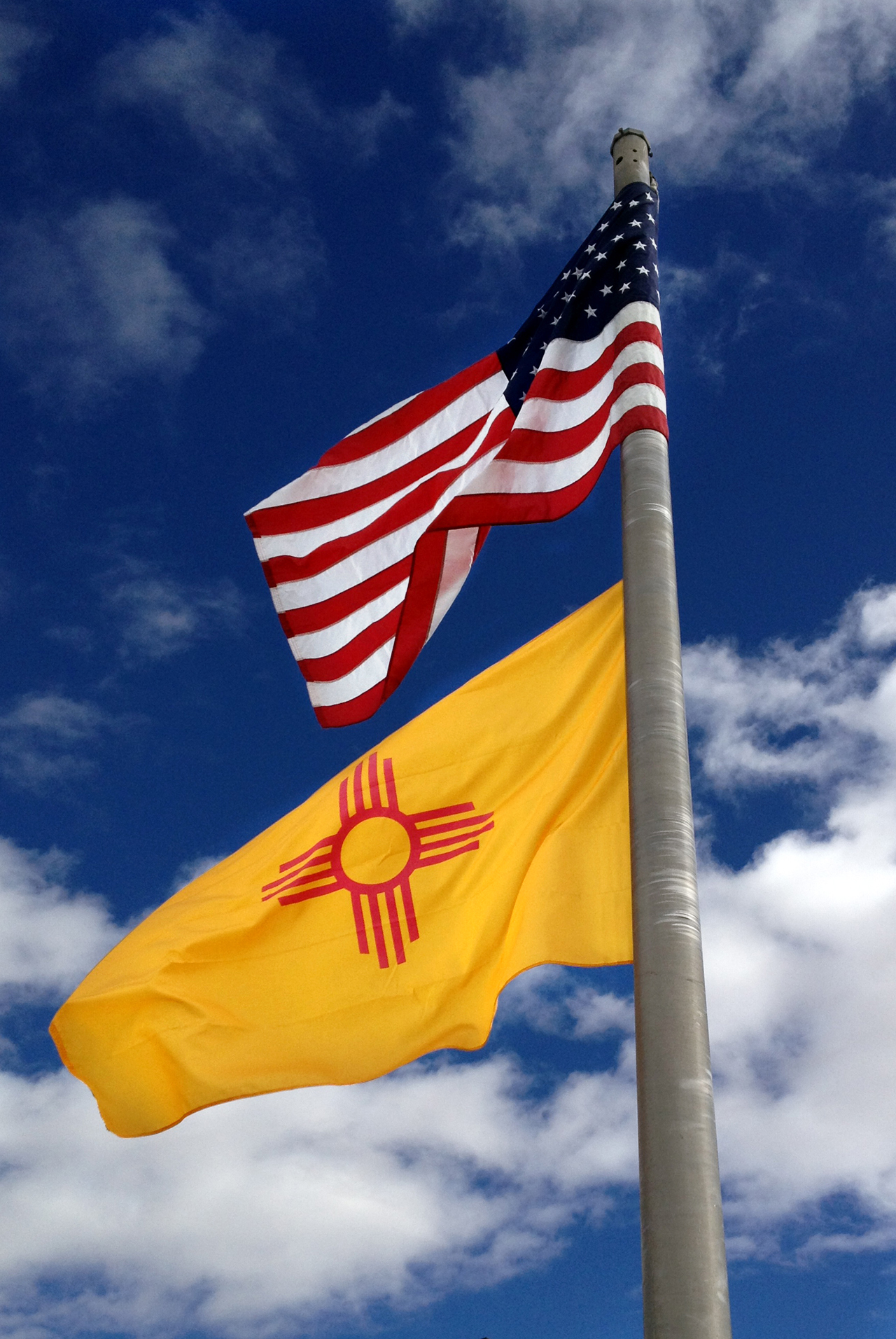
De vlag van New Mexico naast de vlag van de VS.

De eerste 14 jaar van de staat New Mexico had geen officiële vlag. Tijdens de wereldtentoonstelling van 1915 in San Diego was er een tentoonstellingshal waarin alle vlaggen van de staat werden getoond. Maar omdat New Mexico geen officiële vlag had, bestond de onofficiële vlag uit een blauw kanton met de vlag van de Verenigde Staten in de linkerbovenhoek, de woorden "New Mexico" en "47" (omdat New Mexico de 47e staat is die lid werd van de Verenigde Staten) in zilveren letters in het midden van de vlag en het wapenschild van de staat in de rechterbenedenhoek. Sommige historische referenties toonden de tekst "The Sunshine State" die de zegel in de rechterbenedenhoek omwikkelde.
In 1920 werd er een wedstrijd uitgeschreven om de vlag van de staat te ontwerpen en de winnaar was Harry Mera uit Santa Fe. Mera, een archeoloog, was bekend met het zia-zonnesymbool, gevonden op een 19e-eeuwse pot, dat een heilige betekenis had voor de inboorlingen, omdat vier een getal is dat de cirkel van het leven symboliseert: vier winden, vier seizoenen, vier richtingen en vier heilige plichten. De cirkel verenigt de 16 elementen. Het ontwerp van Mera is hetzelfde als dat van vandaag.
In de afgelopen jaren hebben de Zia pogingen ondernomen om het heilige symbool uit de vlag van de staat te verwijderen.

Vlag van de Tercios Morados Viejos, met kleuren die lijken op de vlag.

Een digitale reproductie van de vlag van de historische staat New Mexico, onofficieel in gebruik van 1912 tot 1925.